# Dino Music
Dino Music is een Nederlands platenlabel van Noord-Amerikaanse origine, in 1984 opgericht door Tony Berk. Het bracht aanvankelijk pop- en rockmuziek van Nederlandse artiesten als René Froger, DI-RECT, Jody Bernal en Anouk uit.

## Oorsprong
Dino Records was vanaf de jaren 70 actief in de VS en Canada met verzamel-lp's die meestal via radio- en tv-commercials aan de man werden gebracht (vergelijkbaar met labels als Arcade en K-tel destijds in Nederland). Begin jaren 80 wilden de eigenaren van Dino een aantal Europese vestigingen oprichten, om te beginnen in Nederland.
Berk, oud-dj bij Radio Noordzee, tv-presentator en werkzaam bij een muziekuitgeverij, werd gevraagd de Nederlandse vestiging te leiden. Het bedrijf legde zich toe op hitverzamelaars en hits van Nederlandse artiesten. Ook bracht Dino Music buitenlandse singles uit, voornamelijk in het pop/dance-genre.
In de tweede helft van de jaren 80 werden vestigingen van Dino in onder meer de Duitstalige landen en Groot-Brittannië geopend, maar die stonden los van het Nederlandse Dino.
Over hoe Berk de verantwoordelijkheid over Dino Music kreeg, schreef collega en vriend Peter Koelewijn de volgende anekdote op zijn website:
Tony ontving ze (de Amerikaanse eigenaren van Dino) in zijn bescheiden kantoor maar legde uit dat dat maar een klein gedeelte was van de belangen die hij had in de Nederlandse showbusiness. “Ik zal jullie mijn andere vestigingen laten zien. Een artiestenmanagement, een platenmaatschappij en een radiostation”, zei hij bluffend, want er waren helemaal geen andere vestigingen die van hem waren.
Maar zo stapte hij het kantoor binnen van Total Rocket Management, eigendom van Peter Koelewijn, groette iedereen en stelde de buitenlanders voor. “Heb jij misschien koffie”, vroeg hij secretaresse Ingrid Blankesteijn. Die haastte zich om de huisvriend en zijn gasten te bedienen. Even later ging hij een verdieping hoger waar de promotieafdeling van platenmaatschappij CNR zat. Daar deed hij hetzelfde en de Canadezen geloofden direkt dat hij daar de baas was. “En we gaan nu naar mijn radio-station”, zei Tony en passant en nam het gezelschap mee naar de overkant, naar Radio Monique, de zeezender die een korte tijd in de lucht was en waar Berk een radioprogramma presenteerde.
Toen hij aan het eind van de sight-seeing weer achter zijn bureau zat, was het voor zijn gezelschap duidelijk. De tycoon die voor hen zat, de man die in Nederland over alles scheen te beschikken, dat was hún man. Een minuut later was Tony Berk directeur van platenmaatschappij Dino Music geworden.
Dino Music bracht muziek van onder anderen Fluitsma & Van Tijn (15 Miljoen Mensen), Anouk, René Froger, Ruth Jacott en Linda, Roos & Jessica uit. Sublabels van Dino Music waren: Bunny Music, Crash Bang! Records, Crownhill, Danza, Endemol, RPC Entertainment en TWF Music.

## Overname door EMI
In 2000 maakte EMI Music Netherlands B.V. bekend een meerderheidsbelang in Dino Music te willen verwerven.
Van 2001 tot 2004 bleef de merknaam Dino Music behouden, totdat EMI in 2004 bekendmaakte dat diverse labels (waaronder Dino) werden geïntegreerd in de EMI-organisatie. Dino was daarna geen afzonderlijk platenlabel meer. Tony Berk ging hierna verder als zelfstandig ondernemer in de amusementsbranche, onder meer met zijn muziekuitgeverij TBM.

## Herstart
In 2013 werd Dino Music nieuw leven ingeblazen door 8ball Music, waarbij de nadruk kwam te liggen op Nederlandse 'volkse' muziek. Artiesten die bij Dino Music anno 2017 hun muziek uitbrengen zijn onder meer Jannes, Frans Duijts, Wolter Kroes, André Hazes jr. en Jeroen van der Boom.